# Sandmagerrasen am Spießfeld westlich Dieburg
Sandmagerrasen am Spießfeld westlich Dieburg este o arie protejată (arie specială de conservare — SAC, sit de importanță comunitară — SCI) din Germania întinsă pe o suprafață de 14,97 ha, integral pe uscat.

## Localizare
Centrul sitului Sandmagerrasen am Spießfeld westlich Dieburg este situat la coordonatele 49°53′42″N 8°48′39″E / 49.895°N 8.8108°E.

## Înființare
Situl Sandmagerrasen am Spießfeld westlich Dieburg a fost declarat sit de importanță comunitară în noiembrie 2004 pentru a proteja 1 specie de animale. Situl a fost protejat și ca arie specială de conservare în martie 2008.

## Biodiversitate
Situată în ecoregiunea continentală, aria protejată conține 3 habitate naturale: Vegetație psamofilă uscată cu Calluna și Genista, Vegetație psamofilă uscată cu pășuni deschise de Corynephorus și Agrostis, Formațiuni ierboase bogate în specii de Nardus, dezvoltate pe substraturi silicioase în zone montane (și în zone submontane, în Europa continentală).
La baza desemnării sitului se află o specie protejată de  nevertebrate: phengaris nausithous (Maculinea nausithous).